# Timotheos (Dichter der Neuen Komödie)
Timotheos (altgriechisch Τιμόθεος, lateinisch Timotheus) war ein attischer Komödiendichter, der im 2. Jahrhundert v. Chr. wirkte. Von seinen Werken ist kein Fragment überliefert. Inschriftlich ist bezeugt, dass er 192 v. Chr. an den Dionysien den zweiten Platz errang. Es ist ungeklärt, ob er mit dem Stück Der Wohltaten Vergeltende (altgriechisch Ἀντευεργετῶν Anteuergetōn) 177. v. Chr. an den Dionysien den dritten Platz und zu einem anderen Zeitpunkt einen Sieg errang.